# Denticrytea rubriscutula
Denticrytea rubriscutula är en stekelart som beskrevs av Heinrich 1968. Denticrytea rubriscutula ingår i släktet Denticrytea och familjen brokparasitsteklar. Inga underarter finns listade i Catalogue of Life.